# 多淚樸麗魚
多淚樸麗魚，為輻鰭魚綱鱸形目隆頭魚亞目慈鯛科的其中一種，分布於非洲維多利亞湖流域，體長可達9.7公分，棲息在沙底質水域，屬雜食性，生活習性不明。

## 擴展閱讀
維基物種上的相關：多淚樸麗魚